# Saison 3 de Ben 10 : Alien Force
Chronologie
Saison 2
Voici la liste des épisodes de Ben 10: Alien Force.
| Épisodes 1-2 : "Le vengeance de Vilgax, parties 1-2" Titre original Vengeance of Vilgax Numéro de production 27-28Code de production 301-302Résumé détaillé Vilgax est de retour, plus puissant que jamais et il défie Ben, à qui il manque plusieurs aliens. Dans la deuxième partie, Ben combat Vilgax. |
| Épisode 3 : "La fournaise" Titre original Inferno Numéro de production 19Code de production 303Résumé détaillé Ben, Gwen et Kevin découvrent que Vulkanus veut forer jusqu'au centre de la Terre. |
| Épisode 4 : "La règle d'or" Titre original Fool's good Numéro de production 30Code de production 304Résumé détaillé Un alien demande à Ben de localiser son meilleur ami disparu. |
| Épisode 5 : "L'armistice" Titre original Simple Numéro de production 31Code de production 305Résumé détaillé Ben et son équipe se déplace sur une planète extraterrestre pour résoudre un conflit entre ses habitants. |
| Épisode 6 : "Les rois de la récup" Titre original Vreedle, Vreedle ..." Numéro de production 32Code de production 306Résumé détaillé Ben et Kevin tentent d'empêcher deux chasseurs de primes de rendre Fusée à son créateur et demandent au juge d'annuler sa décision. |
| Épisode 7 : "Séparator et l'Omnitrix" Titre original Single Handed Numéro de production 33Code de production 307Résumé détaillé Un chasseur de primes qui est après l'Omnitrix envoie Ben dans le Vide Absolu, mais la main gauche du héros reste sur Terre. |
| Épisode 8 : "A cours d'idée" Titre original If all else fall Numéro de production 34Code de production 308Résumé détaillé Ben et ses amis doivent arrêter un système de sécurité des Commandants Suprêmes qui s'est accidentellement mis en route. |
| Épisode 9 : "Comme par enchantement" Titre original In Charm's Way Numéro de production 35Code de production 309Résumé détaillé L'Enchanteresse est de retour et hypnotise Kevin pour l'aider à vaincre Gwen. |
| Épisode 10 : "Ville fantôme" Titre original Ghost Town Numéro de production 36Code de production 310Résumé détaillé Vilgax demande de l'aide à Ben pour vaincre Sz'Kayr (alias Spectral) qui a conquis la planète Vilgaxia. |
| Épisode 11 : "Le marché" Titre original Trade-off Numéro de production 37Code de production 311Résumé détaillé Kevin fait équipe avec Darkstar pour récupérer un artéfact censé les guérir tous les deux. |
| Épisode 12 : "La boîte infernale" Titre original Busy Box Numéro de production 38Code de production 312Résumé détaillé Ben et son équipe se battent contre un jouet alien qui se révèle être très dangereux. |
| Épisode 13 : "La paix mais à quel prix ?" Titre original Con of Rath Numéro de production 39Code de production 313Résumé détaillé L'Omnitrix dysfonctionne et Ben se transforme en Bingalosaure, un alien agressif et impitoyable, pendant une mission où ils doivent rétablir la paix entre deux espèces d'aliens. |
| Épisode 14 : "Primus" Titre original Primus Numéro de production 40Code de production 314Résumé détaillé Ben se voit téléporté à Primus et l'omnitrix retourne alors chez Azmuth afin de défendre Primus contre Vilgax. Mais celui-ci échoue et Vilgax récupère l'Omnitrix... |
| Épisode 15 : "Le temps guérit les blessures" Titre original Time Heals Numéro de production 41Code de production 315Résumé détaillé Gwen retourne dans le temps afin d'éviter le piratage de l'omnitrix et la mutation de Kevin. Mais elle ne se doute pas des faits secondaires... |
| Épisode 16 : "Le secret de Mégachrome" Titre original The secret of chromastone Numéro de production 42Code de production 316Résumé détaillé Tetrax est de retour afin de récupérer Megachrome pour la restauration de sa planète. Vilgax attaque pour récupérer la pierre d'énergie de Mégachrome... |
| Épisode 17 : "Travail d'équipe" Titre original Above and Beyond Numéro de production 43Code de production 317Résumé détaillé Ben devient fou et attaque Max. Gwen et Kevin étant en mission à l'autre bout de l'univers, Helen, Manny, Pierce et Alan vont devoir se débrouiller... |
| Épisode 18 : "Vendetta" Titre original Vendetta Numéro de production 44Code de production 318Résumé détaillé Un alien dénommé Ragnarok sort du Vide Absolu afin d'absorber l'énergie du Soleil. Il s'avère en fait que ce criminel est l'assassin du père de Kevin et celui-ci veut se venger ... |
| Épisodes 19-20 : "La bataille finale, parties 1-2" Titre original The Final Battle Numéro de production 45-46Code de production 319-320Résumé détaillé Albedo est de retour et vole l'Ultimatrix dans le laboratoire d'Azmuth. Celui-ci le complète avec les éléments de son ancien Omnitrix et du matériel fournit par Vilgax. Tous deux font équipe pour prendre l'Omnitrix à Ben. Albedo kidanppe alors Gwen et Kevin et Vilgax demande l'Omnitrix en échange de ses amis sous peine de les tuer... |